# 신창 표씨
신창 표씨(新昌表氏)는 충청남도 아산시 표일준을 본관으로 하는 한국의 성씨이다.

## 기원
중국 오계시대(五季時代)에 후주(後周)의 이부상서(吏部尙書) 표대박(表大㺪)이 후주가 멸망하자 960년(광종 11년) 장(張), 방(方), 위(韋), 변(邊), 윤(尹), 진(秦), 감(甘), 황보(皇甫) 등 8성(姓)과 함께 고려에 귀화(歸化)하여 연원(淵源)을 이루게 되었다고 한다.
표대박 이후 세보가 실전되어 충숙왕 때 좌리공신(左理功臣)에 올라 온창백(溫昌伯)에 봉해진 표인려(表仁呂)를 기세조로 한다.
『고려사』에 표덕린(表德麟)이 1363년(공민왕 12년) 김용(金鏞)의 난을 진압하여 밀성군에 유배 보낼 때 순군제공(巡軍提控)으로서 김용을 압송하였고, 판도판서(版圖判書), 밀직부사(密直副使)를 역임한 사실이 기록되어 있다. 표영(表營)은 1389년(창왕 원년)에 판사(判事)를 지낸 것으로 기록되어 있다.

## 역사
1세 표인려(表仁呂)는 합문지후(閤門祗侯), 2세 표광원(表光遠)은 대부(大夫), 3세 표을충(表乙忠)은 군기시소윤(軍器寺少尹)을 지냈다. 
4세손 장남 표하(表河)는 온수감무(溫水監務), 둘째 표별(表潎)은 참봉, 셋째 표의(表漪)는 예조참의를 역임했다. 
표하의 아들인 표계(表繼)가 1429년(세종 11년) 문과에 급제하여 사헌부감찰(司憲府監察)을 역임했다.
표계의 아들인 표연말(表沿沫)은 1472년(성종(成宗) 3년) 문과에 급제하여 이조참판(吏曹參判), 대사성(大司成), 대제학(大提學)을 역임하였다.
표연말의 아들인 표빙(表憑)은 1513년(중종(中宗) 8년) 문과에 장원 급제하여 직제학(直提學)에 이르렀다.
표별(表潎)의 증손인 표빈(表贇)도 1520년(중종 15년) 문과에 급제하여 형조 좌랑(刑曹佐郞), 사헌부 집의(司憲府執義), 전라도 도사(全羅道都事), 울산군수(蔚山郡守), 안동부사(安東府使), 김해부사(金海府使) 등을 지냈고, 청백리에 녹선되었다. 표빈의 아들인 표헌(表憲)이 1607년(선조 40) 선무원종1등공신(宣武原從一等功臣)으로 녹훈되면서 표빈도 대광보국숭록대부(大匡輔國崇祿大夫) 영의정(領議政)으로 증직되었다.

## 인물
- 표계(表繼) : 5세손. 1429년(세종 11년) 식년 문과에 급제하여 사헌부감찰(司憲府監察)을 역임했다.
- 표영중(表永中) : 표명수(表明秀)의 아들. 1456년(세조 2년) 문과에 급제하여 도사(都事)를 역임했다.
- 표연말(表沿沫, 1449년 ∼ 1498년) : 표계의 아들. 1472년(성종 3) 식년 문과에 급제하여 1490년 대사성이 되고, 1492년 대제학에 올랐다. 『성종실록』 편찬에 참여하였고, 이조참판(吏曹參判)에 올랐으나 무오사화 때 객사했다. 1504년(연산군 10) 갑자사화 때 부관참시(剖棺斬屍) 당했으나 1517년(중종 12년) 이조판서에 추증되었다.
- 표빙(表憑, ？ ∼ 1524년) : 표연말의 아들. 1513년(중종 8년) 식년 문과에 장원으로 급제하여 사헌부집의(司憲府執義) 등을 거쳐 1524년(중종 19년) 홍문관 직제학(弘文館直提學)에 올랐다.
- 표빈(表贇. 1486년~1563년) : 표별의 증손. 1520년(중종 15) 문과에 급제하여 형조 좌랑(刑曹佐郞), 사헌부 집의(司憲府執義), 전라도 도사(全羅道都事), 울산군수(蔚山郡守), 안동부사(安東府使), 김해부사(金海府使) 등을 지냈고, 청백리에 녹선되었다. 모재(茅齋)공파 파조.
- 표헌(表憲) : 표빈의 아들. 선조 때 어전통사(御前通事)로서 명나라 사신을 접견하고, 1596년(선조 29)에는 진위사(陳慰使), 1597년 고급사(告急使)의 통역관으로 활약하였다.
- 표정로(表廷老) : 표헌의 아들. 선조 때 원접사(遠接使)의 역관으로서 명나라 사신의 시에 대답하자 명나라 사신이 조선을 문헌(文獻)의 나라라고 극찬하였다. 1616년(광해군 8) 지중추부사에 이르렀다.
- 표정준(表廷俊) : 1637년(인조 15년) 무과에 급제하여 만호(萬戶)·첨사(僉使)를 역임하고, 현감에 이르렀다.
- 표현태(表鉉台, 1903년 ~ 1982년) : 대한민국 제헌 국회의원
- 표양문(表良文, 1907년 ~ 1962년) : 초대 인천시장. 제3대 국회의원.
- 표세진(表世振, 1937년 ~ 2005년) : 대한민국 제8대 공정거래위원회 위원장.
- 표완수(表完洙, 1947년 ~ ) : 前 YTN 사장. 시사IN 대표.
- 표학길(表鶴吉, 1948년 ~ ) : 서울대학교 경제학부 교수.
- 표시열(表時烈, 1949년 ~ ) : 고려대학교 공공행정학부 교수.
- 표철수(表哲洙, 1950년 ~ ) : 방송위원회 사무총장. 제10대 경기도 정무부지사.
- 표창원(表蒼園, 1966년 ~ ) : 대한민국 제20대 국회의원.

## 본관
신창(新昌)은 충청남도 아산시 신창면 일대의 지명이다. 백제의 굴직현(屈直縣)이었다. 757년(신라 경덕왕 16)에 기량현(祁梁縣)으로 고쳐 온정군(溫井郡)에 속했다. 940년(고려 태조 23)에는 신창현(新昌縣)으로 개칭하였다. 1414년(태종 14)에 온수현(溫水縣)과 합하여 온창(溫昌)이라 하였다가 신창현이 되었다. 《세종실록지리지》에 충청도 신창현의 토성(土姓)으로 표(表)·맹(孟)·방(方)·조(趙) 4성이 기록되어 있다. 1896년 충청남도 아산군에 속했고, 1917년 신창면이 되었다.

## 항렬자
| 21世      | 22世      | 23世      | 24世      | 25世      | 26世      | 27世      | 28世      | 29世      | 30世      | 31世      | 32世      | 33世      |
| --------- | --------- | --------- | --------- | --------- | --------- | --------- | --------- | --------- | --------- | --------- | --------- | --------- |
| 在재 榮영 | 鍾종 烈렬 | 世세 基기 | 重중 善선 | 熙희 炅경 | 垠은 圭규 | 錫석 鎭진 | 海해 澤택 | 楨정 椿춘 | 烈렬 煥환 | 奎규 坤곤 | 鉉현 鉄철 | 模모 榮영 |

## 인구
- 1985년 5,629가구 23,613명
- 2000년 7,805가구 24,822명
- 2015년 28,894명

## 같이 보기
- 한국의 외래 귀화 성씨